# Šerbakul'
Šerbakul' (in russo Шербакуль?) è un insediamento operaio dell'oblast' di Omsk, in Russia, nella parte sud della Siberia Occidentale. È il centro amministrativo del distretto Šerbakul'skij.
Si trova 100 km a sud-ovest di Omsk.